# Acontista inquinata
Acontista inquinata es una especie de mantis de la familia Acanthopidae.

## Distribución geográfica
Se encuentra en México.